# Smile (banda)
Smile foi uma banda britânica de rock formada em Londres, surgida em 1968, e que durou apenas dezoito meses, posteriormente dando origem à banda Queen. Seus integrantes incluem Brian May (posteriormente guitarrista do Queen) Roger Taylor (posteriormente baterista do Queen) e Tim Staffell como vocalista e baixista.
Em 2018, o Smile se reuniu mais uma vez no Abbey Road para regravar "Doing All Right". Esse lançamento foi usado no filme Bohemian Rhapsody.

## Canções

### Canções do Smile gravadas por outros artistas
- Step On Me - duas versões foram gravadas pela banda anterior ao Smile, 1984, como parte de uma demo, em 31 de março de 1967.
- Earth - Tim uniu-se à banda Morgan e contribuiu com a canção para o primeiro álbum Nova Solis em 1972.
- Doing All Right - gravada pelo Queen em seu álbum de estreia Queen (1973). Essa versão também apareceu no single Liar (somente para os Estados Unidos) pela Elektra Records (1974).
- Polar Bear - gravada pelo Queen durante as sessões do primeiro álbum porém não lançada.
- Silver Salmon - gravada como uma demo pelo Queen durante as sessões do primeiro álbum porém não lançada.
- Doin' Alright - gravada pelo Queen (com uma pequena mudança em seu nome) para a primeira sessão da BBC da banda, em 5 de fevereiro de 1973. Ainda apareceu no álbum Queen At The Beeb (1989) no Reino Unido, e Queen At The BBC (1995) nos Estados Unidos, assim como no single Let Me Live.
- See What A Fool I've Been - gravada em agosto de 1973 durante as sessões para o segundo álbum, Queen II. Apesar de não ter sido lançada no álbum, apareceu no single The Seven Seas Of Rhye (1974). Essa versão ainda apareceu na compilação The Complete Works. A Hollywood Records ainda re-lançou Queen II nos Estados Unidos em 1991 com a canção como faixa-bônus. Foi novamente gravada pela banda em sua quarta sessão da BBC com John Peel (1974), mas novamente não lançada.
- Blag - apesar de nunca ter sido gravado com esse nome, o solo envolveu vários trabalhos de Brian May e do Queen. Versões diversificadas do solo incluem Son And Daughter (terceira sessão da BBC, 1974), Brighton Rock (do terceiro álbum do Queen Sheer Heart Attack em 1974), Brighton Rock (do álbum ao vivo do Queen Live Killers de 1979), Guitar Solo (do álbum Queen On Fire: Live At The Bowl de 1982), Brighton Rock Solo (gravado em 1986 e lançado em 1992 no Live At Wembley '86), Guitar Extravagance (do álbum ao vivo Live At The Brixton Academy da The Brian May Band, lançado em 1993) e Guitar Solo (no álbum ao vivo do combinado Queen + Paul Rodgers Return Of The Champions de 2005).
- Polar Bear - gravado pelo Valensia no álbum Queen Tribute em 2003.
- Earth - gravado por Tim Staffell em seu álbum solo aMIGO. Essa versão inclui Brian May na guitarra e vocal, além de Morgan Fisher no teclado e foi gravada em 2003.
- Doin' Alright - gravada por Tim Staffell em seu álbum solo aMIGO. Incluindo novamente Brian May na guitarra e vocal.